# Geppetto (film)
Geppetto è un film musicale per la televisione del 2000 diretto da Tom Moore, basato sul romanzo Le avventure di Pinocchio. Storia di un burattino di Carlo Collodi e raccontato sotto la prospettiva di Geppetto, con Drew Carey e Julia Louis-Dreyfus. Le musiche originali sono di Stephen Schwartz, fatta eccezione per I've Got Not Strings (musica di Leigh Harline, liriche di Ned Washington) tratta dal film Disney Pinocchio del 1940.
La partitura era originariamente pensata per il ricongiungimento di Julie Andrews e Dick Van Dyke - già protagonisti di Mary Poppins - ma, dovendo la Andrews affrontare un delicato intervento alle corde vocali, l'idea venne abbandonata.

## Trama
Geppetto, un falegname italiano che abita nella fittizia città di Villaggio con il suo gattino Figaro, ha appena aperto il suo negozio di giocattoli e, mentre i bambini e i loro genitori girano per il negozio, commenta su come gli piacerebbe fare il genitore, considerandolo un lavoro facile e criticando le molteplici restrizioni e ammonizioni che gli adulti danno ai bambini. Finita la giornata, Geppetto termina di creare Pinocchio, una marionetta a grandezza di bambino, ed esprime il desiderio che la sua creazione diventi un ragazzo in carne ed ossa. Nella notte, la giovane Fata Turchina esaudisce il suo desiderio davanti ai suoi occhi, ma dona solo la vita a Pinocchio, dicendo che il resto del desiderio sarà compiuto quando lui se lo sarà meritato. Il falegname è al settimo cielo.
Nei giorni a seguire, Geppetto e Pinocchio si divertono, ma ben presto il falegname si accorge dell'arduo impegno di essere genitore: Pinocchio non fa altro che combinare guai, non sa essere obbediente e non ha molta voglia di ereditare la bottega di famiglia. Quando decide di mandarlo a scuola, Pinocchio picchia un bullo e Geppetto viene convocato dalla maestra. Tornando a casa, Pinocchio attira l'attenzione di un fallito burattinaio di nome Stromboli, che intende assumere il burattino per farne una star.
Geppetto rifiuta categoricamente, mette in punizione Pinocchio e quando rompe un carillon a lui prezioso, il figlio mente per non averne la colpa, ma il suo naso cresce ad ogni sua bugia detta. La discussione prende poi una brutta piega e Geppetto, borbottando su come Pinocchio avrebbe fatto bene a non esistere, va a cercare la fata per annullare il desiderio. La fata, però, non gli dà il tempo di parlare e sparisce, dicendo a Geppetto che la magia non può aiutarlo per ogni singola cosa. Geppetto torna a casa, ma Pinocchio è scomparso. Da una lettera, il vecchio falegname scopre che Pinocchio ha accettato la proposta di Stromboli e si è unito al suo spettacolo. Geppetto lo va a trovare e assiste al suo sketch, che il pubblico apprezza.
Finito lo spettacolo, Geppetto incontra Stromboli e gli chiede se può vedere Pinocchio, ma il burattinaio gli dice che, non apprezzando la vita del teatro, Pinocchio se ne è andato a ovest, lontano lontano. Geppetto, quindi, segue le indicazioni di Stromboli, ma quello che non sa è che gli ha mentito: questi infatti, non volendo separarsi dalla sua miniera d'oro, ha chiuso Pinocchio in una gabbia, ma sfortuna vuole che il burattino è veramente scappato. Il burattinaio fa in tempo a vedere la marionetta salire a bordo di una carrozza guidata da un infido cocchiere  di cui scorge il cartello della sua destinazione: il Paese dei Balocchi, un nome che suscita paura nel burattinaio. Disfatti (letteralmente) baracca e burattini, Stromboli lo insegue.
Intanto, Geppetto procede verso ovest e incontra Lazardo, un incapace prestigiatore vagabondo. Geppetto gli chiede perché continui a fare il prestigiatore, anziché dedicarsi ad un lavoro in cui è più abile, e Lazardo gli spiega che è suo padre lo ha moralmente obbligato a seguire le sue orme e a intraprendere il lavoro di famiglia. Continuando sul suo cammino, Geppetto arriva a Idilia, un'allegra cittadina in cui i figli sono perfetti, educati, dotati e generosi, questo perché sono bambini artificiali creati dal macchinario del Professor Buonragazzo. Spaventato da una simile immagine, scappa via. La Fata appare a Geppetto e gli spiega che Lazardo e Buonragazzo sono suoi amici e che hanno recitato una parte per impartire una lezione al falegname. Geppetto è esasperato e vuole solo trovare Pinocchio. La Fata, quindi, gli rivela che Stromboli gli ha mentito e che il burattino si trova nel Paese dei Balocchi ed è braccato dal burattinaio.
Geppetto giunge al Paese dei Balocchi, un luogo in cui i bambini sono liberi di fare quello che gli pare senza regole, limiti, scuole o adulti che non si comportano bene. Alla ricerca di Pinocchio, Geppetto si ritrova in una stalla piena di asini e capisce, da una discussione tra i stallieri, che quegli animali sono i bambini stessi, che vengono trasformati in asini quando fanno un giro sull'ottovolante, per poi essere imbarcati verso il mercato nero. Geppetto, spaventato, riprende la ricerca di Pinocchio e si imbatte in Stromboli, sul punto di agguantare Pinocchio, ma viene portato via. Geppetto prova a scusarsi con Pinocchio e convincerlo ad andarsene da lì, ma questi non lo ascolta e, salendo sulla carrozza, la sua metamorfosi in asino comincia. Geppetto prova a raggiungerlo, ma è troppo tardi: gli addetti portano via i somari e Geppetto viene cacciato fuori dal Paese dei Balocchi.
La nave con i somarelli salpa verso il mercato nero e Geppetto prova a raggiungerla in barca, ma una gigantesca Balena lo inghiotte. Pinocchio, quindi, si butta in acqua per salvarlo, tornando così un burattino, ma viene anche lui divorato dal cetaceo. All'interno, i due si scusano a vicenda, l'uno per la disobbedienza e l'altro per la troppa severità e provano a scappare. Pinocchio suggerisce di far starnutire la balena colpendo la sua ugola, ma è troppo distante per raggiungerla. Pinocchio allora opta per far crescere il suo naso a forza di bugie, dicendo di non volere bene a Geppetto, di non voler seguire le sue orme e di non voler diventare un ragazzo a modo, pizzicando l'ugola e irritando la balena che li sputa fuori.
Tornati a casa, i due sono attesi da Stromboli, armato del contratto che lo rende proprietario di Pinocchio. Geppetto prova a ragionare con Stromboli, offrendogli soldi, la sua merce, persino l'intero negozio per stracciare il contratto, ma egli rifiuta. Geppetto prova allora a chiedere aiuto alla Fata, ma neanche lei può nulla contro la legge. Non potendo vivere senza suo figlio, Geppetto chiede di poter diventare di legno ("senza mio figlio, non vale la pena di vivere"). A queste parole, la Fata si congratula con Geppetto e trasforma Pinocchio in un bambino vero. Stromboli, furioso di aver perso la sua attrazione, viene scacciato via a suon di bacchettate dalla Fata e Geppetto e Pinocchio tornano a casa.

## Colonna sonora
Musiche di Stephen Schwartz.
1. Drew Carey – Once Upon a Time (Geppetto) – 0:35
2. Drew Carey e Wayne Brady – Toys (Geppetto, Lezarno e cast) – 4:47
3. Drew Carey – Empty Heart (Geppetto) – 2:31
4. Drew Carey e Seth Adkins – And Son (Geppetto e Pinocchio) – 4:08
5. Julia Louis-Dreyfus e Drew Carey – Just Because It's Magic (Fata Turchina e Geppetto) – 3:12
6. Seth Adkins – I've Got No Strings (Pinocchio) – 0:54
7. Brent Spiner – Bravo, Stromboli! (Stromboli) – 2:50
8. Drew Carey e Wayne Brady – Toys (reprise, Geppetto e Lezarno) – 1:23
9. René Auberjonois – Satisfaction Guaranteed (Professor Buonragazzo e cast) – 4:35
10. Julia Louis-Dreyfus – Just Because It's Magic (reprise, Fata Turchina) – 1:13
11. Usher – Pleasure Island (Proprietario del Paese dei Balocchi) – 3:00
12. Seth Adkins e Drew Carey – And Son (reprise, Pinocchio e Geppetto) – 1:04
13. Drew Carey e Julia Louis-Dreyfus – Since I Gave My Heart Away (Geppetto e Fata Turchina) – 4:36
14. Sonya Isaacs – Since I Gave My Heart Away (single version) – 3:14

## Accoglienza

### Critica
Il film è stato pesantemente criticato per la scelta sugli attori: agli spettatori pare evidente che il copione è stato scritto per altri attori (appunto la Andrews e Van Dyke). Lo stesso Carey ammette che è stato un'esperienza spiacevole, spesso usando l'esperienza come fonte di battute nel suo show Whose Line is it Anyway?. Molti spettatori hanno però ammesso che Carey si riscatta, specie nelle doti canore, nell'ultima canzone.
Il film ha ottenuto premi per gli effetti speciali, trucco e costumi ed è stato candidato quattro volte in simili categorie agli Emmy Awards 2000.

## Altri media
Nel 2006, Geppetto è stato adattato in un musical per il teatro chiamato Disney's My Son Pinocchio: Geppetto's Musical Tale.